# Meadow Roads Lopp
Meadow Roads Lopp är ett travlopp för varmblod som körs på Solvalla i Stockholm varje år under våren. Loppet körs över 1640 meter med autostart. Sedan 2018 är förstapris 200 000 kronor, tidigare var det 80 000 kronor.
Första upplagan av Meadow Roads Lopp kördes den 16 april 2003. 2020 kördes dubbla upplagor av loppet, och segrarna erbjöds dessutom en inbjudan till det årets upplaga av Elitloppet. 2021 kördes återigen en upplaga, men elitloppsbiljetten kvarstod.

## Vinnare
| År   | Häst               | Kusk               | Tränare           | Tid    |
| ---- | ------------------ | ------------------ | ----------------- | ------ |
| 2025 | Don Fanucci Zet    | Örjan Kihlström    | Daniel Redén      | 1.09,8 |
| 2024 | Don Fanucci Zet    | Örjan Kihlström    | Daniel Redén      | 1.09,9 |
| 2023 | Hail Mary          | Örjan Kihlström    | Daniel Redén      | 1.09,1 |
| 2022 | Snowstorm Hanover  | Magnus A. Djuse    | Daniel Redén      | 1.10,8 |
| 2021 | Heavy Sound        | Kenneth Haugstad   | Daniel Redén      | 1.10,3 |
| 2020 | Sorbet             | Örjan Kihlström    | Daniel Redén      | 1.10,4 |
| 2020 | Attraversiamo      | Erik Adielsson     | Svante Båth       | 1.10,4 |
| 2019 | Nadal Broline      | Björn Goop         | Björn Goop        | 1.09,1 |
| 2018 | Dupree             | Ulf Ohlsson        | Stefan Melander   | 1.10,2 |
| 2017 | Västerbo Highflyer | Johan Untersteiner | Daniel Redén      | 1.10,1 |
| 2016 | Nuncio             | Stefan Melander    | Stefan Melander   | 1.10,3 |
| 2015 | Royal Fighter      | Jennifer Tillman   | Per K. Eriksson   | 1.09,8 |
| 2014 | Delicious U.S.     | Daniel Redén       | Daniel Redén      | 1.10,2 |
| 2013 | Amaru Boko         | Jorma Kontio       | Timo Nurmos       | 1.10,3 |
| 2012 | Iceland            | Stefan Melander    | Stefan Melander   | 1.11,8 |
| 2011 | Year In Review     | Per Lennartsson    | Per Lennartsson   | 1.12,1 |
| 2010 | Robis Ingo         | Erik Adielsson     | Stig H. Johansson | 1.12,0 |
| 2009 | Global Glide       | Åke Svanstedt      | Åke Svanstedt     | 1.11,2 |
| 2008 | Plantagenet        | Erik Adielsson     | Stig H. Johansson | 1.12,3 |
| 2007 | Jaded              | Örjan Kihlström    | Stefan Hultman    | 1.12,0 |
| 2006 | Improve Ås         | Björn Goop         | Stig H. Johansson | 1.12,6 |
| 2005 | Noa Savoy          | Per Lennartsson    | Kari Lähdekorpi   | 1.13,4 |
| 2004 | Scarlet Knight     | Stefan Melander    | Stefan Melander   | 1.11,5 |
| 2003 | Scarlet Knight     | Stefan Melander    | Stefan Melander   | 1.11,6 |